# Дом для наблюдения за движением судов по Днепру
Дом для наблюдения за движением судов по Днепру (башня Потёмкина) —  старейшее сохранившееся здание города Кременчуг (Полтавская область, Украина). Входило в ансамбль Новороссийских губернских присутственных мест. Включено в перечень памятников архитектуры города, является памятником архитектуры национального значения.

## История

### Ансамбль присутственных мест
Согласно некоторым источникам, дом для наблюдения за движением судов по Днепру (башня для надзора за судами) был построен в Кременчуге в 1742 году. По другим данным, здание было построено в период между 1783-1787 годами, когда Кременчуг был главным городом Екатеринославского наместничества (и вошедшей в его состав Новороссийской губернии) и являлся резиденцией князя Григория Потёмкина. Башня была построена в составе ансамбля Новороссийских губернских присутственных мест. По легенде, Потёмкин приказал вырубить дубовую рощу на берегу Днепра и оставить единственный дуб, положив его в основу здания в центре будущих присутственных мест: дуб проходил в виде колонны через два этажа здания, на месте кроны был сооружен купол. Архитектором здания выступил Леонтий Петрович Карлони — каменных дел мастер из Москвы, один из архитекторов Успенского собора в Кременчуге.   

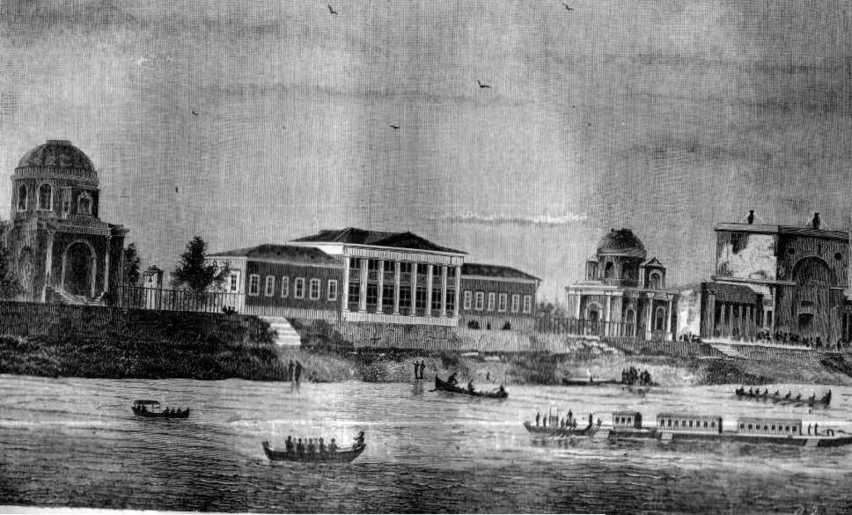
Ансамбль присутственных мест на рисунке XVIII века

В 1787 году в город с визитом прибыла Екатерина II. Художник Вильям Хатфильд, путешествовавший с императрицей, замечатлел ансамбль зданий на рисунке. Рисунок хранился в Эрмитаже в Санкт-Петербурге, затем был передан на Украину во исполнение декрета о передаче национальных художественных ценностей национальным республикам, где был утрачен в годы Второй мировой войны.

### Адмиралтейство и оружейный завод
В 1789 году губернские присутственные места из Кременчуга были перенесены в отстроенный Екатеринослав (ныне Днепр). После этого башня была передана Черноморскому адмиралтейству, которое использовало её как кладовую. Остальные здания были переданы основанному по приказу Потёмкина оружейному заводу, на который прибыли оружейники из Тулы. Дополнительно были построены бараки для рабочих, кузницы, амбары для хранения оружия. В 1798 году оружейный завод был переведён в Колпино, под Санкт-Петербург. В здании башни после смерти Потёмкина хранились его серебряный сервиз, походная типография и «Евгеньевская» библиотека. Библиотека включала в себя иностранные книги, научные диссертации, партитуры опер, труды по церковной истории, а также Евангелие в старинных позолоченных окладах, украшенных драгоценными камнями. В 1793 году библиотека была перевезена в Екатеринослав для передачи её в университет. Типография была также передана в Екатеринослав. Комплекс зданий ветшал. К 1805 году сохранился лишь бывший дом для наблюдения за судами.

### Главный штаб и военный госпиталь

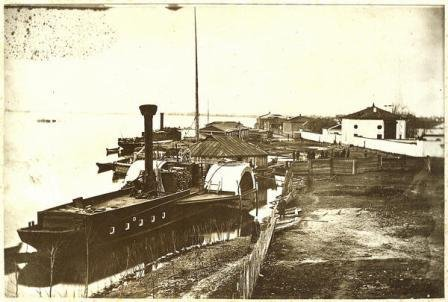
Здание после наводнения 1877 года (на заднем плане справа)

В 1846-1852 годах под руководством первого городского архитектора Д. Ткаченко был создан ансамбль Главного штаба инспектора резервной кавалерии и поселенных войск. Ансамбль включал в себя центральное трёхэтажное здание, боковые двухэтажные флигели, хозяйственные постройки, а также уцелевшую башню Потёмкина. Позже (точная дата неизвестна) военное ведомство перевело в данные здания госпиталь из здания сводного лазарета 35-го Брянского полка.
В советский период до Второй мировой войны здание также использовалось военным госпиталем. В помещении находились библиотека и клуб. Во время немецкой оккупации Кременчуга (1941-1943 годы) в зданиях располагался немецкий военный госпиталь. При отступлении фашистов в 1943 году здания госпиталя были подожжены и разрушены.
В послевоенный советский период, в течение 1950-70-х годов бывшие здания были восстанавлены. С 1953 года в них вновь располагался военный госпиталь. Руины, не подлежащие восстановлению, были разбираны, вокруг была разбита зелёная зона  — Приднепровский парк.

### Памятник архитектуры на территории военной части
В 1979 году постановлением Совета Министров УССР бывший дом для наблюдения за движением судов по Днепру становится памятником архитектуры регионального значения (№ 1476).
После объявления независимости Украины госпиталь становится воинской частью. По состоянию на 2013 год, здание бывшего дома для надзора за судами было заброшено и не использовалось. Доступ для посетителей был закрыт, территория охранялась. Существовали планы по использованию помещения для краеведческого музея, силами сотрудников музея была проведена расчистка помещения. Однако в 2015 году Кременчугский горсовет передал здания на баланс Нацгвардии Украины.

## Описание
Одноэтажное с подвалом здание выполнено из кирпича и оштукатурено. Имеет квадратную форму со срезанными углами. Плоскость стен разнообразят пилястры и глухие декоративные арки. Архитектура здания представляет переходной этап от стиля барокко к классицизму. Изначально здание имело купол, который не сохранился до наших дней. Вопреки легенде о дубе, заложенном в основу здания, здание опирается на основание из красного кирпича, «заштукатуренного» цементной стяжкой. Второй этаж опирается на массивную двутавровую балку.